# 拉绍塞
拉绍塞（法語：La Chaussée，法語發音：[la ʃose]）是法国滨海塞纳省的一个市镇，属于迪耶普区。

## 地理
拉绍塞（49°49'27"N, 1°7'6"E）面积8.08 平方千米，位于法国诺曼底大区滨海塞纳省，该省份为法国北部沿海省份，其西部及北部濒大西洋英吉利海峡，东起顺时针与索姆省、瓦兹省、厄尔省和卡爾瓦多斯省接壤。
与拉绍塞接壤的市镇（或旧市镇、城区）包括：锡河畔安娜维尔、勒布瓦罗贝尔、拉沙佩勒迪布尔盖、锡河畔克罗维尔、锡河畔隆格维尔、圣富瓦。

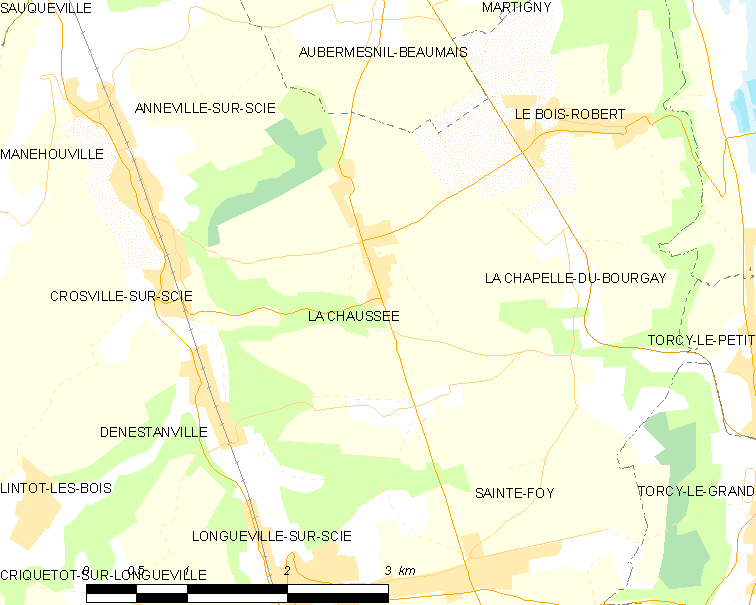
拉绍塞的OSM定位图

拉绍塞的时区为UTC+01:00、UTC+02:00（夏令时）。

## 行政
拉绍塞的邮政编码为76590，INSEE市镇编码为76173。

## 政治
拉绍塞所属的省级选区为吕讷赖县。

## 人口

1962-2008年间拉绍塞人口变化图示

拉绍塞于2022年1月1日时的人口数量为553人。